# Fizika
Fízika (starogrško φυσική (ἐπιστήμη): phusikḗ (epistḗmē) – poznavanje narave, starogrško φύσις: phúsis – narava) je naravoslovna veda, ki vključuje proučevanje snovi in njeno gibanje v prostoru in času, skupaj s povezanimi pojmi kot sta energija in sila. V najširšem pomenu je to veda o naravi prikazana na način, ki omogoča razumevanje obnašanja vesolja.
Fizika je ena izmed najstarejših akademskih disciplin, verjetno celo najstarejša zaradi vključene astronomije. Zadnjih dva tisoč let je bila fizika del naravoslovja skupaj s kemijo, določenimi vejami matematike in biologije, toda med znanstveno revolucijo v 17.-tem stoletju so se v naravoslovju začeli razvijati samostojni raziskovalni programi. Fizika je povezana z interdisciplinarnimi vedami kot sta biofizika in kvantna kemija, ločnice med njimi niso strogo določene.
Fizika pomembno prispeva pri razvoju novih tehnologij. Na primer, napredek v razumevanju elektromagnetizma ali jedrske fizike je neposredno privedel do razvoja novih izdelkov, ki so bistveno preoblikovali sodobno družbo, kot so televizija, računalniki, gospodinjski aparati, in jedrsko orožje; napredek na področju termodinamike je privedel do razvoja industrializacije in na področju mehanike je napredek navdihnil razvoj infinitezimalnega računa.
Skupščina Organizacije združenih narodov je proglasila leto 2005 za Svetovno leto fizike.

## Zgodovina
Fizika je temelj vseh naravoslovnih znanosti, ki se je razvila iz proučevanja narave in filozofije, do okoli konca 19. stoletja je bila poznana kot  »filozofija narave«. Fizika je v nekaterih pomenih najstarejša in najbolj čista znanost; njena odkritja se uporabljajo  v vsem naravoslovju, saj je snov in energija osnovni gradnik naravnega sveta. Fizika se danes ohlapno deli na klasično fiziko in moderno fiziko.

### Starodavna astronomija
Astronomija je najstarejša izmed naravoslovnih znanosti. Najstarejše civilizacije, ki izvirajo izpred  3000 pred našim štetjem (kot so Sumerci, stari Egipčani in Indska civilizacija), so znale napovedovati in so v osnovi tudi razumele gibanje Sonca, Lune in zvezd.
Zvezde in planeti so bili pogosto predmet čaščenja, verjeli so da predstavljajo bogove. Čeprav so razlage teh pojavov bile pogosto neznanstvene in jim je manjkalo dokazov, so bila ta zgodnja opazovanja temelji kasnejše astronomije.
Danski zgodovinar astronomije in matematik Asger Aaboe je v svojih delih napisal, da lahko izvor Zahodne astronomije najdemo v Mezopotamiji, in da vse kasnejše delo Zahoda v eksaktnih vedah izhaja iz pozno Babilonske astronomije. Egipčanski astronomi so za seboj zapustili spomenike, ki prikazujejo znanje o ozvezdjih in gibanje nebesnih teles. Grški pesnik Homer je pisal o različnih nebesnih telesih v svoji Iliadi in Odiseji; kasneje so grški astronomi dali nebesnim telesom ime, ki se jih sedaj rabi (za večino vidnih ozvezdij severne poloble).

### Filozofija narave
Filozofija narave ima svoje korenine v Grčiji v arhaičnem obdobju (650 pr. n. št. – 480 pr. n. št.), ko so filozofi pred Sokratom kot je Tales zavrnili ne-naturalistične razlage naravnih pojavov in razglasili, da ima vsak dogodek svoj naravni vzrok. Mnogo njihovih hipotez so uspešno dokazali s poskusom; na primer, atomízem je bil dokazan 2000 let potem, ko sta ga prva predlagala Levkip in njegov učenec Demokrit.

### Klasična fizika
Fizika je postala ločena znanost, ko so zgodnji moderni Evropejci začeli za raziskovanje uporabljati eksperimentalne in kvantitativne metode, ki so danes poznane kot zakoni fizike.
Glavni razvoj v tem obdobju vključuje:
- zamenjavo geocentričnega modela Osončja s Kopernikovim heliocentričnim modelom,
- zakone, ki opisujejo gibanje planetov, ki jih je določil Johannes Kepler v letih 1609 do 1619,
- pionirsko delo na teleskopih in Galilejeva opazovalna astronomija v 16. in 17. stoletju,
- ter Newtonova odkritja in poenotenje zakonov gibanja in splošnega gravitacijskega zakona, ki bosta kasneje dobila njegovo ime.[15] Newton je razvil tudi infinitezimalni račun,[d] matematično analizo, ki zagotavlja nove matematične metode pri reševanju fizikalnih problemov.[16]

Odkritja novih zakonov v termodinamiki, kemiji in elektomagnetizmu so izhajala iz potrebe po raziskovanjih zaradi povečane porabe energije med Industrijsko revolucijo. Zakoni, ki sestavljajo klasično fiziko, so široko uporabni pri vsakdanjih objektih, ki potujejo pri nerelativistični hitrosti, ker zagotavljajo natančni približek. Nenatančnost v klasični mehaniki pri zelo majhnih objektih in velikih hitrostih je vodila razvoj moderne fizike v 20. stoletju.

### Moderna fizika
Moderna fizika se je pričela razvijati v zgodnjem 20. stoletju z delom Maxa Plancka na področju kvantne teorije in Albert Einsteinove teorije relativnosti. Obe teoriji sta nastali zaradi ugotovljene nenatančnosti v klasični mehaniki v določenih situacijah. Klasična mehanika je predvidela spremenljivo hitrost svetlobe, ki ni bila rešljiva s konstantno hitrostjo, ki so jo predvidele Maxwellove enačbe elektromagnetizma - hitrost svetlobe je v Maxwellovih enačbah konstanta neodvisna od opazovalnega sistema; to neskladje je popravila Einsteinova splošna teorija relativnosti, ki je nadomestila klasično mehaniko za hitro premikajoča se telesa in hkrati dovolila uporabo konstantne hitosti. Teorija  relativnosti je predvidela tudi mnoge druge, še ne odkrite pojave kot na primer črne luknje in gravitacijske valove. Še en problem klasične fizike je sevanje črnega telesa, ki ga je pojasnil Planck s svojo idejo, da je svetloba prihaja iz posameznih delcev fotonov. Te teorije so skupaj z fotoelektričnim pojavom (za katerega je Einstein dobil Nobelovo nagrado) in teorijo, ki predvideva energijske nivoje elektronskih orbital, vodile do teorije kvantne mehanike, ki je prevzela klasično mehaniko za zelo majhne delce.
Pionirji kvantne mehanik so Werner Karl Heisenberg, Erwin Schrödinger in Paul Dirac. Iz teh zgodnjih del in del na sorodnih področjih je bil izpeljan Standardni model fizike delcev. Z odkritjem delca z lastnostmi, ki ustrezajo Higgsovemu bozonu (CERN, leta 2012), so popisani vsi osnovni delci, in izgleda, da ima Standardni model svojo končno podobo; vendar se razvoj s tem ni ustavil - danes že obstajajo nove teorije kot je supersimetrija.

## Filozofija
Fizika v več pogledih izvira iz starogrške filozofije. Od Talesovega prvega poskusa opredelitve snovi do Demokritovega sklepanja, da sestavljajo svet samo nespremenljivi atomi, do Ptolemajevega geocentričnega modela vesolja in Aristotelove knjige Fizika (zgodnja knjiga o fiziki v kateri poskuša analizirati in opredeliti gibanje iz filozofskega stališča), do različnih grških filozofov, ki so razvijali lastne teorije narave. Do 18. stoletja je bila fizika poznana kot filozofija narave.
Do 19. stoletja se je fizika ločila od filozofije in ostalih znanosti. Fizika se, tako kot ostale znanosti, pri opisovanju znanstvene metode opira na filozofijo znanosti. Znanstvena metoda vključuje a priori razmišljanje (neodvisno od izkustva) kot tudi a posteriori (iz izkustva), ter uporablja Bayesovo sklepanje za merjenje veljavnosti dane teorije .
Razvoj fizike je na eni strani odgovoril na marsikatero vprašanje zgodnjih filozofov, na drugi strani pa odprn nova vprašanja. Proučevanje filozofskih tem o fiziki, filozofije fizike, vključuje probleme kot so narava prostora in časa, determinizem, in metafizične nazore kot so empirizem, naturalizem in realizem.
Veliko fizikov je napisalo dela o filozofskih posledicah svojega dela, na primer Laplace, ki je zagovarjal vzročni determinizem, in Erwin Schrödinger, ki je pisal o kvantni mehaniki. Matematičnega fizika Rogerja Penrose je Stephen Hawking zaradi v svojiih pogledov v knjigi Pot k resničnosti (The Road to Reality, 2005) imenoval platonist.

## Veje fizike
Fizika se ukvarja s snovjo in energijo. Ukvarja se z različnimi sistemi za katere so bile razvite različne teorije. V splošnem se teorije večkrat eksperimentalno preskušajo, preden so sprejete kot pravilne. Te teorije se dalje aktivno raziskujejo: kot kaos znano območje klasične mehanike je na primer bilo odkrito v 20. stoletju, to je tri stoletja po izvirni formulaciji Isaaca Newtona (1642–1727). Predstavljajo pomembna orodja v raziskavah bolj specializiranih tem; od fizikov se ne glede na njih specialno področje pričakuje, da so jim te teorije znane. 
Spodnja razpredelnica vsebuje temeljne fizikalne teorije, skupaj z nekaj osnovnimi koncepti, ki jih vsebujejo.
| teorija                               | glavne podteme | osnovni koncepti |
| ------------------------------------- | --- | --- |
| klasična mehanika                     | Newtonovi zakoni gibanja, Lagrangeeva mehanika, Hamiltonova mehanika, kinematika, statika, dinamika, akustika, dinamika tekočin, mehanika kontinuov | gostota, dimenzija, gravitacija, prostor, čas, gibanje, dolžina, položaj, hitrost, pospešek, Galilejeva invariantnost, masa, gibalna količina, sunek sile, sila, energija, kotna hitrost, vrtilna količina, vztrajnostni moment, navor, ohranitveni zakon, harmonični oscilator, valovanje, delo, moč, lagranžijan, Hamiltonova funkcija, Tait-Bryan koti, Eulerjevi koti, hidravlika |
| elektrika in magnetizem               | elektrostatika, elektrodinamika, elektrika, magnetizem, magnetostatika, , optika                                                                    | kapacitivnost, električni naboj, električni tok, električna prevodnost, električno polje, dielektričnost, električni potencial, električni upor, elektromagnetno polje, elektromagnetna indukcija, elektromagnetno valovanje, Gaussova ploskev, magnetno polje, magnetni pretok, magnetni monopol, magnetna permeabilnost |
| termodinamika in statistična mehanika | toplotni stroj, kinetična teorija | Boltzmannova konstanta, konjugirane spremenljivke, entalpija, entropija, enačba stanja, ekviparticijski izrek, prosta energija, toplota, splošna plinska enačba, notranja energija, zakoni termodinamike, Maxwellove relacije, ireverzibilna sprememba, Isingov model, mehanska akcija, statistična vsota, tlak, reverzibilna sprememba, spontani proces, veličina stanja, statistični ansambel, temperatura, ravnovesno stanje, termodinamski potencial, termodinamski proces, termodinamsko stanje, termodinamski sistem, viskoznost, prostornina, delo, zrnati material                        |
| kvantna mehanika                      | krivuljni integral, teorija sipanja, Schrödingerjeva enačba, kvantna teorija polja, kvantna statistična mehanika                                    | adiabatni približek, sevanje črnega telesa, princip korespondence, prosti delec, hamiltonka, Hilbertov prostor, nerazločljiva delca, matrična mehanika, Planckova konstanta, vpliv opazovalca, operator, kvant, kvantizacija, kvantna prepletenost, kvantni harmonični oscilator, kvantno število, tunelski pojav, Schrödingerjeva mačka, Diracova enačba, spin, valovna funkcija, mehanika valovanja, dečnovalovna dualnost, energija ničelne točke, Paulijevo izključitveno načelo, Heisenbergovo načelo nedoločenosti                                                                          |
| teorija relativnosti                  | posebna teorija relativnosti, splošna teorija relativnosti, Einsteinove enačbe polja                                                                | kovarianca, Einsteinova mnogoterost, načelo ekvivalentnosti, četverec gibalne količine, vektor četverec, načelo relativnosti, geodetka v splošni teoriji relativnosti, težnost, gravitoelektromagnetizem, inercialni opazovalni sistem, invarianta, skrajšanje dolžine, Lorentzeva mnogoterost, Lorentzeva transformacija, E = mc², metrika, diagram Minkowskega, prostor Minkowskega, lastna dolžina, lastni čas, opazovalni sistem, mirovna energija, mirovna masa, relativnost istočasnosti, prostor-čas, hitrost svetlobe, napetostni tenzor, podaljšanje časa, paradoks dvojčkov, svetovnica |